# Vorn Vet
Vorn Vet (właściwie Penh Thuok, ur. 1934, zm. 1978) – kambodżański polityk, jeden z czołowych funkcjonariuszy reżimu Czerwonych Khmerów. Używał pseudonimów: Mean, Te oraz Kuon. Długoletni członek ścisłego kierownictwa KPK. W rządzie Demokratycznej Kampuczei pełnił funkcję wicepremiera oraz ministra przemysłu, transportu i rybołówstwa. Był jednym z członków delegacji rządowej, która w 1977 złożyła wizytę w Pekinie i Pjongjangu. Niedługo po powrocie do kraju oskarżony o sympatie prowietnamskie i pod zarzutem zdrady wtrącony do więzienia Tuol Sleng, gdzie został zamordowany. Na rozkaz Pol Pota zgładzono także jego żonę i córkę.

## Życiorys
Vorn Vet urodził się w prowincji Siem Reap, w rodzinie rolnika. W 1952 r. po ukończeniu szkoły średniej w Battambang podjął studia w Phnom Penh, gdzie zetknął się z dążeniami niepodległościowymi propagowanymi przez organizację Khmer Serei (Wolni Khmerzy). W 1953 przyłączył się do ruchu studenckiego na rzecz wyzwolenia. Wkrótce po tym rzucił studia i w lipcu 1953 r. wyjechał z Phnom Penh i wstąpił do oddziału partyzanckiego Khmer Issarak (Niepodlegli Khmerzy). W marcu 1954 r. wrócił do Phnom Penh, a po kilku tygodniach wyjechał w pobliże granicy z Wietnamem, gdzie zetknął się z „Bratem Nr Jeden” – Pol Potem i jego współpracownikami. Po zakończeniu wojny indochińskiej oddział został rozwiązany. W październiku Vorn Vet wrócił do stolicy, gdzie załatwiono mu pracę w szkole Chamraen Vichea, a w listopadzie przyjęto go do partii. W 1959 r. został członkiem Komitetu Partii w Phnom Penh, a w 1963 Komitetu Centralnego. Po przewrocie Lon Nola, na początku 1971 r. Vorn Vet dostał od partii polecenie zorganizowania „Strefy Specjalnej” w Phnom Penh. Na stanowisku sekretarza strefy pozostawał do końca wojny utrzymując w działaniu komunistyczną siatkę w stolicy Kambodży. Po wojnie objął w rządzie Czerwonych Khmerów stanowisko wicepremiera i ministra przemysłu. 2 listopada 1978 r. został aresztowany i osadzony w więzieniu Tuol Sleng. Przesłuchiwany, przyznał się do działania od początku na szkodę rewolucji, związków z CIA, prowadzenia propagandy proamerykańskiej i zdrady na rzecz Wietnamczyków. Szybko skazano go na śmierć i jeszcze przed końcem roku zgładzono.